# イタリア首都近郊管区 (古代ローマ)

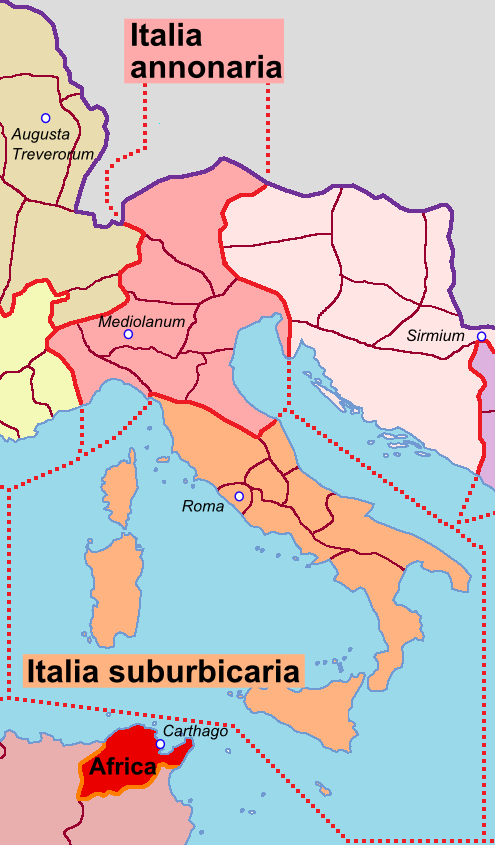
400年頃のイタリア道長官管轄区内のイタリア食料供給管区とイタリア首都近郊管区

イタリア首都近郊管区（ラテン語: Italia suburbicaria）は、コンスタンティヌス1世（306年 - 337年)によって設置されたローマ帝国の管区である。
それは中南部イタリアを含み、管区代官のうちもっとも高位の代官であり、管区の首都ローマに居住する首都ローマ管区代官によって統治された。

## 歴史
コンスタンティヌス1世により、イタリア管区は管区代官により管轄される2つの行政区（イタリア首都近郊管区とイタリア食料供給管区に分割された。『ヴェローナ・リスト』や『ノティティア・ディグニタートゥム』のような同時代史料では、イタリア管区は法令上では単一であり続けているが、実際にはイタリア管区（dioecesis）は二つの管区（vicariati）に分割されていた。しかし、イタリア食料供給管区とイタリア首都近郊管区は1人の管区代官（vicarius）により支配されていた。この管区代官は、管区代官の中でもっとも高い文官職だった。事実上dioceseであるために、しばしば不適切ではあるが（正式な名称がvicariusであるにもかかわらず）dioceseと呼ばれた。 
イタリア首都近郊管区は中南部イタリアとシチリア島、サルデーニャ島、コルシカ島を含んでいた。首都近郊管区と食料供給管区の間はアルノ川とエージノ川に置かれた。管区住民によって支払われる穀物と食料品で納品される税金は、基本的にローマ市の市民の食料として利用された。管区でもっとも高い文官職は、ローマ市に住むウィカリウム・ウルビス・ロマエ（首都ローマ代官）だった。その役職の起源はセウェルス朝の近衛長官代行（agens vices praefectorum pretorio）であり、ローマに近衛長官が不在の場合に近衛隊を指揮し、近衛隊を指揮する近衛長官に置き換わった。コンスタンティヌス1世はローマにおける叛乱や、近衛隊がマクセンティウスを支持してローマが敵側に奪取されることを防ぐためにローマ市を武装解除し、ローマの近衛長官代行を首都ローマ代官（vicarius urbis Romae）に置き換え、軍事力を奪って、イタリア首都近郊区のもっとも高い文官職を作ったのである。
『ヴェローナ・リスト』（314年頃書かれた）の時代には、恐らく以下の諸属州から構成されていた。
1. トゥスキアとウンブリア (Tuscia et Umbria)
2. カンパーニア (Campania)
3. アプーリアとカラブリア (Apulia et Calabria)
4. ルカニアとブルッティイ (Lucania et Bruttii)
5. シキリア (Sicilia)
6. サルディニア (Sardinia)
7. コルシカ (Corsica)

『ノティティア・ディグニタートゥム』の時代（395年頃に原型が完成し、420年頃までに更新された）には以下の属州となった。
1. トゥスキアとウンブリア (Tuscia et Umbria)
2. ピケヌム近郊（Picenum Suburbicarium）
3. ウァレリア (Valeria) （サビナ）
4. カンパーニア（イタリア語版） （カンパニア州）
5. サムニウム (Samnium) （アブルッツォ州、モリーゼ州とサムニウム）
6. アプリアとカラブリア (Apulia et Calabria) （プッリャ州 とサレント半島、およびイルピニア（イタリア語版））
7. ルカニアとブルッティイ (Lucania et Brutii)  (チレント、バジリカータ州とカラブリア州）
8. シキリア (Sicilia)
9. サルディニア (Sardinia)
10. コルシカ (Corsica)

西ローマ帝国の滅亡後でさえ、管区は生き残った。実際、6世紀末か7世紀初頭のビザンツ時代に、近衛長官代行の教皇宛て書簡がジェノヴァとローマの代官 (agentes vices) や vicarii に言及している。しかし、6世紀末には vicarius の地位は特権の多くを失ったが、この原因としては、文官が日常的に遂行する職務能力をしばし代行する軍官の重要性が強まったことと、ランゴバルド族の達成に拠るところが大きい。既に東ゴート王国時代に首都ローマ管区代官は管区政府を失って、Hartmannによればローマ市長官の協力者となり、管区代官の管轄範囲はローマ市と永遠の都から40マイル（64.4km）の地域に縮小されていた。ハルツマンの説に対してCosentinoは、557年にはまだ代官（vicarii）はローマ市長官に依存しているのではなく、道長官（プラエフェクトゥス・プラエトリオ）に所属している、と指摘している。6世紀末、ビザンツ時代には 代官（vicarii）は財務だけを扱い、古代の職権をほとんど失った。6世紀末には首都ローマ管区代官（vicarius urbis Romae）はローマ市長官よりも重要性を失い、史料には登場しなくなった。

## 文献一覧
- Cosentino, Salvatore (2008). Storia dell'Italia bizantina (VI-XI secolo): da Giustiniano ai Normanni. Bologna: Bononia University Press. ISBN 9788873953609.
- Lucio De Giovanni (2007). Istituzioni, scienza giuridica, codici nel mondo tardoantico: alle radici di una nuova storia. Roma: L'erma di Bretschneider. ISBN 978-88-8265-449-8.
- Charles Diehl [イタリア語版] (1888). Etudes sur l'administration byzantine dans l'Exarchat de Ravenne (568-751) (フランス語). Parigi: Ernest Thorin.
- Jones, Arnold Hugh Martin (1964). The later Roman Empire, 284-602: a social, economic, and administrative survey. Norman: University of Oklahoma Press. ISBN 9780801833540.